# 부산국제광고제

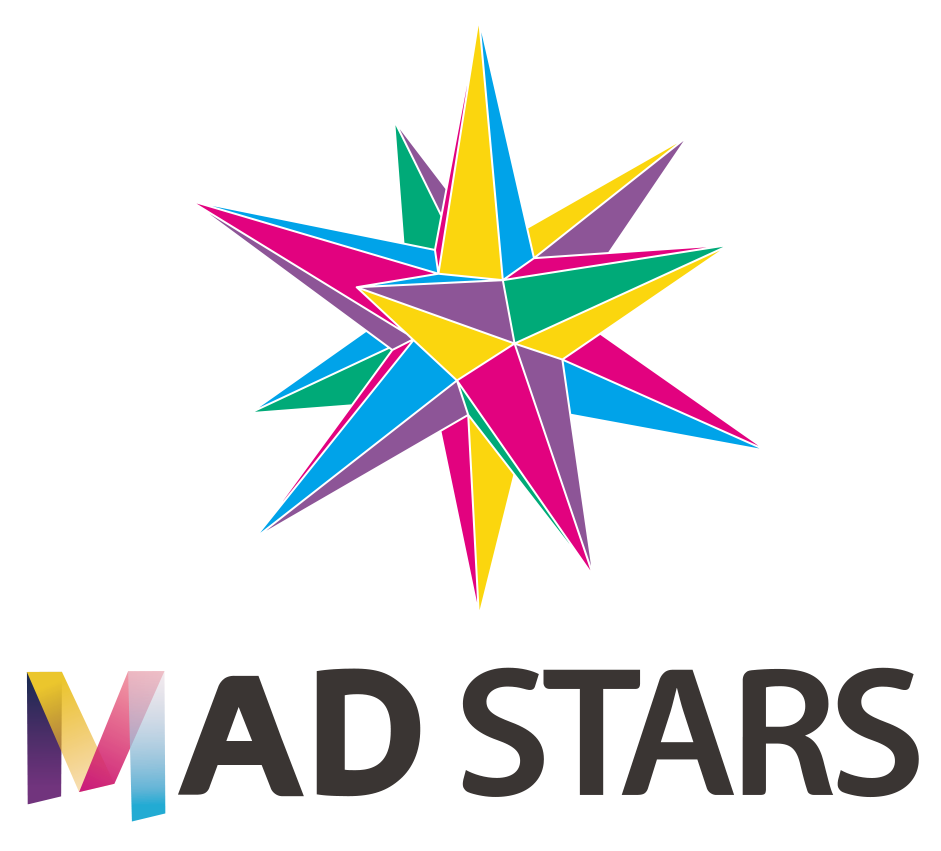
부산국제광고제｜MAD STARS

부산국제마케팅광고제(MAD STARS) 보관됨 2021-06-13 - 웨이백 머신는 대한민국 유일의 국제 광고 어워드로써, '세상을 바꾸는 창조적인 솔루션을 공유' 하는 마케팅·광고·디지털 콘텐츠 관련 국제 행사이다. 광고인 만이 즐기는 행사를 넘어 창의력과 아이디어를 가진 일반인도 함께하는 전 세계인의 축제로 자리 매김했다.

## 연혁
- 2006년  부산국제광고제 준비위원회 발족
- 2007년  준비위원회 창립총회 및 제 1회 세미나 개최
- 2008년  제 1회 부산국제광고제 개최 (10.21.~24., 해운대 그랜드호텔)   출품규모 : 29개국 3,105편
- 2009년   제 2회 부산국제광고제 개최 (8.27.~29., 해운대 그랜드호텔)   출품규모 : 38개국 3,258편
- 2010년  제 3회 부산국제광고제 개최(8.26.~28.,해운대그랜드호텔)   출품규모 : 41개국 5,437편  크래프트 부문 신설
- 2011년  제 4회 부산국제광고제 개최 (8.25.~27.,해운대그랜드호텔)   출품규모 : 46개국 7,130편  인터랙티브, 공공브랜드 부문 신설
- 2012년  제 5회 부산국제광고제 개최(8.23.~25.,벡스코)  출품규모 : 57개국 10,431편  이노베이션, 이펙티브니스, 다이벌스 인사이트, 미디어, 프레젠테이션 부문 신설
- 2013년  제 6회 부산국제광고제 개최(8.22.~24.,벡스코)  출품규모 : 59개국 12,079편  차이나 스페셜, 창조경제 스페셜 섹션, 창조스쿨, 애드윈윈, 마케팅 솔루션 워크샵 신설
- 2014년  제 7회 부산국제광고제 개최(8.21.~23.,벡스코)  출품규모 : 62개국 12,591편  청소년 프로그램 창조캠프 신설
- 2015년  제 8회 부산국제광고제 개최(8.20.~22.,벡스코)  출품규모 : 67개국 17,698편  VIDEO STARS 신설, 광고 관련 업계 청년 일자리 창출 업무 MOU 체결, 이노플레이스 신설
- 2016년  제 9회 부산국제광고제 개최(8.25.~27., 벡스코)  출품규모 : 61개국 18,063편  테마 : Break(破)  Game Stars 신설, 애드아카테미 신설  드론, IoT. VR 어트랙션 체험 등 체혐형 전시 위주  세계 최대 기술 컨퍼런스 ad:tech, 부산국제광고제와 합동개최 : ad:tech@AD STARS 개최
- 2017년  제10회 부산국제광고제 개최(8.24.~26., 벡스코)  출품규모 : 56개국 21,530편  테마 : Creativity +-x÷Technology  10주년 특별 컨퍼런스, 스타트업 공동관 운영
- 2018년  제11회 부산국제광고제 개최(8.23.~25., 벡스코)  출품규모 : 57개국 20,342편  테마 : Connect!  Data Insights, Social & Influencer 카테고리 신설
- 2019년  제12회 부산국제광고제 개최(8.22.~24., 벡스코)  출품규모 : 60개국 20,645편  테마 : Influence  Video Stars 크리에이터 체험존 신설, Video Stage 컨퍼런스 신설
- 2020년  제13회 부산국제광고제 개최(10.22.~24., 온라인)  출품규모 : 60개국 20,028편  테마 : Re:AD  행사 전면 온라인 개최, Creative eCommerce, Pivot 카테고리 신설, Production Company of the Year 시상 부문 신설
- 2021년 제14회 부산국제광고제 개최(8.25.~27., 온라인)  출품규모 : 63개국 19,697편  테마 : SHIFT  행사 전면 온라인 개최
- 2022년 제 15회 부산국제광고제 개최(8.25.~27., 부산 벡스코 및 해운대 일원과 온라인 페스티벌 홈페이지 보관됨 2022-10-25 - 웨이백 머신)  출품규모 : 73개국 19,097편  테마 : MAD, 세상을 바꿀 기상천외한 아이디어를 찾아라
- 2023년 제 16회 부산국제마케팅광고제 개최(8.23.~25., 부산 벡스코 및 해운대 일원) 출품 규모 : 63개국 20,282편 테마: REBOOT! 팬데믹 이후 새로운 전략으로 다시 시작